# Jan-Ole Gerster

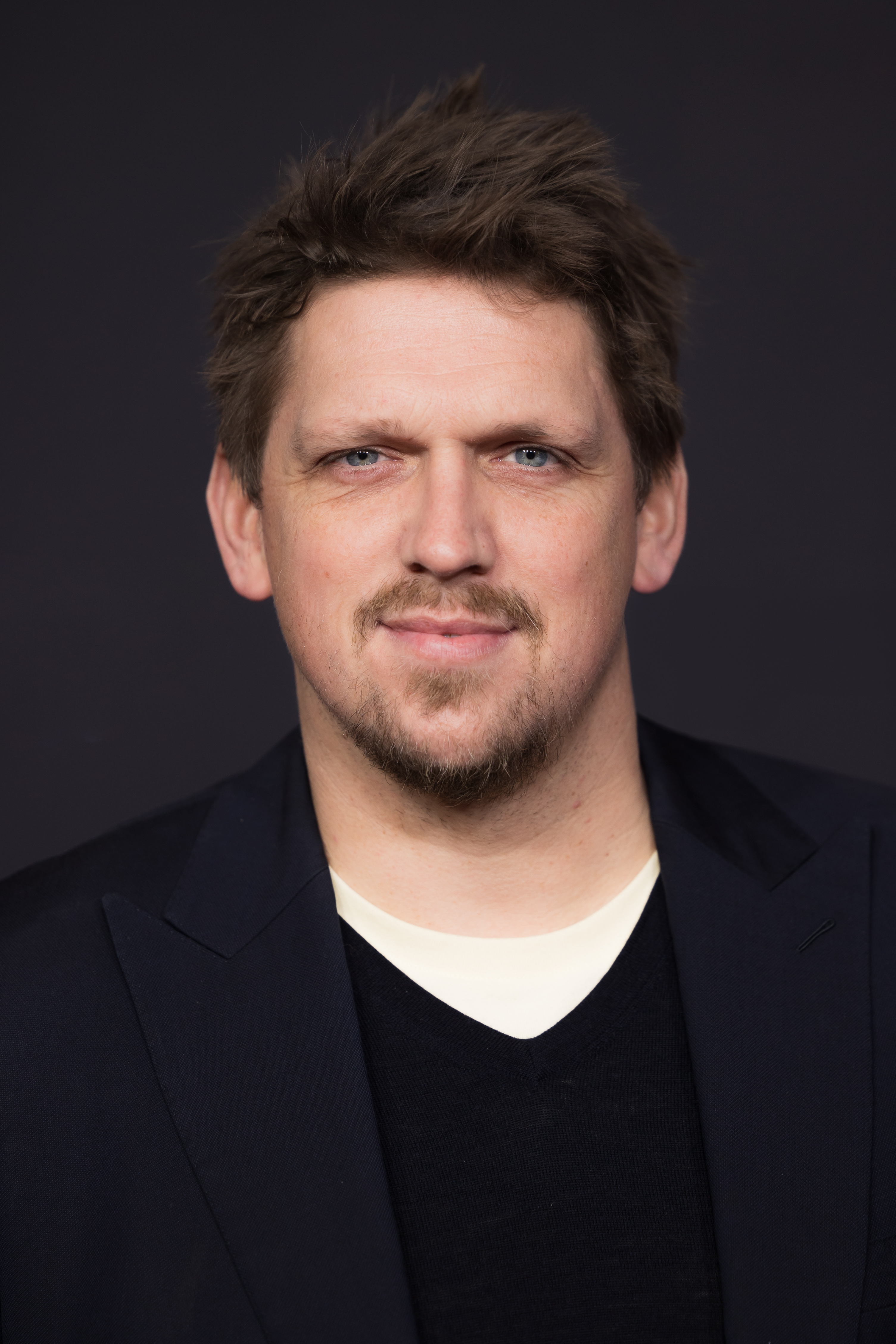
Jan-Ole Gerster (2024)

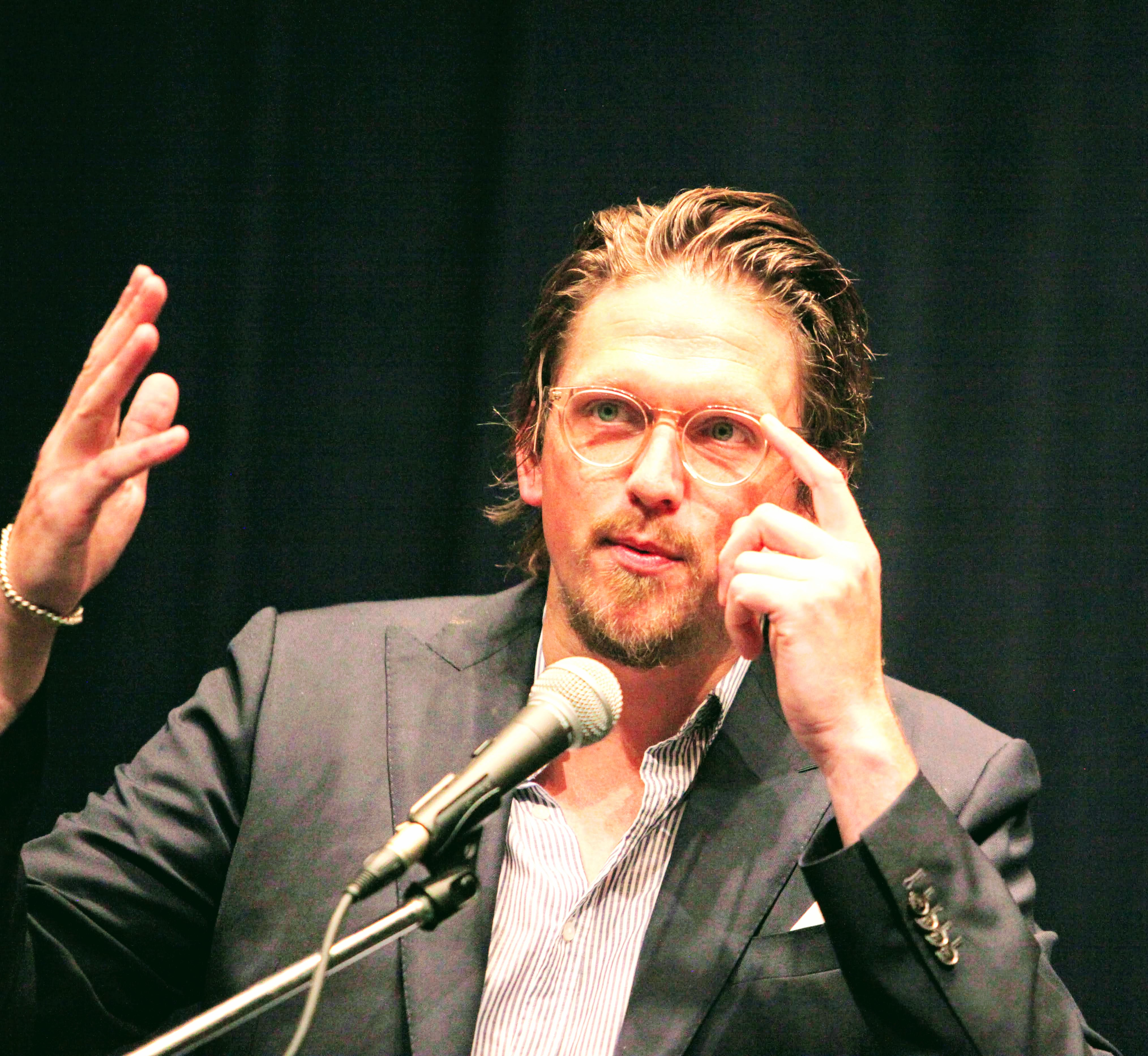
Jan-Ole Gerster im Juni 2019 beim Internationalen Filmfestival Karlovy Vary.

Jan-Ole Gerster anhörenⓘ(* 1978 in Hagen) ist ein deutscher Filmregisseur und Drehbuchautor.

## Leben und Wirken
Jan-Ole Gerster wurde 1978 im westfälischen Hagen geboren und ist in Neunkirchen im Siegerland aufgewachsen. Nach seinem Zivildienst, während dessen er eine Ausbildung zum Rettungssanitäter absolvierte, zog er im Jahr 2000 nach Berlin und machte dort ein Praktikum bei der Produktionsfirma X Filme. Dort hatte er vorher vierzig Mal angerufen, bis man ihn schließlich zum Bewerbungsgespräch einlud. Nach einem halben Jahr Praktikum war er als persönlicher Assistent von Wolfgang Becker an dessen Erfolgsfilm Good Bye, Lenin! beteiligt.
Ende 2003 begann Jan-Ole Gerster ein Studium in den Bereichen Regie und Drehbuch an der Deutschen Film- und Fernsehakademie Berlin. Während seines Studiums realisierte er mehrere Kurzfilme und schrieb gemeinsam mit Wolfgang Becker für den Omnibusfilm Deutschland 09 das Drehbuch zu dessen Episode Krankes Haus.
2010 begann Jan-Ole Gerster mit der Arbeit an seinem Abschlussfilm, der Tragikomödie Oh Boy mit Tom Schilling in der Hauptrolle. Die Premiere fand im Juli 2012 beim Filmfest München statt. Dort gewann Jan-Ole Gerster den Förderpreis Neues Deutsches Kino für das beste Drehbuch. Begleitet von zahlreichen positiven Kritiken kam der Film am 1. November 2012 in die deutschen Kinos, wo er mehr als 300.000 Zuschauer erreichte. Beim Deutschen Filmpreis 2013 gewann Oh Boy sechs Auszeichnungen, darunter diejenigen für den besten Spielfilm, das beste Drehbuch und die beste Regie.
Für 2013 erhielt Gerster ein Stipendium der Villa Aurora. 2014 war er Praxisstipendiat in der Villa Massimo.
Gerster ist Mitglied im Bundesverband Regie (BVR). Er lebt zusammen mit seiner Lebensgefährtin Friederike Kempter in Berlin. Im Sommer 2018 wurde das erste Kind des Paares geboren, 2021 folgte das zweite.

## Filmografie (Auswahl)
- 2004: Der Schmerz geht, der Film bleibt (Dokumentarfilm) (Regie)
- 2006: Ein Freund von mir (Darsteller)
- 2012: Oh Boy (Regie und Drehbuch)
- 2019: Lara (Regie)
- 2025: Islands (Regie und Ko-Drehbuch)

## Theater
Seit August 2020 gibt es eine Theateradaption seines Filmes „Oh Boy“ im Verlag der Autoren, die mit nur sechs Darstellern in 32 Rollen auf der Bühne gespielt werden kann. Diese Bühnenfassung stammt von dem deutschen Schauspieler und Autor Klaus Krückemeyer. Die Uraufführung findet am Freitag, dem 13. März 2026, um 19:30 Uhr im Theater Paderborn, Großes Haus, statt.

## Auszeichnungen (Auswahl)
Für Oh Boy:
- 2012: Förderpreis Neues Deutsches Kino in der Kategorie Drehbuch beim Filmfest München
- 2012: German Independence Award – Bester Deutscher Film und Publikumspreis beim Internationalen Filmfest Oldenburg
- 2012: Preis für die beste Regie beim Internationalen Filmfestival Bratislava
- 2012: Bayerischer Filmpreis in der Kategorie Drehbuch
- 2012: Preis der deutschen Filmkritik in der Kategorie Bestes Spielfilmdebüt[10]
- 2013: Focusfox Grand Prix Award für den besten internationalen Debüt- oder Zweitfilm beim Sofia International Film Festival
- 2013: Österreichischer Film- und Fernsehpreis Romy in der Kategorie Bestes Buch Kinofilm
- 2013: New Faces Award in der Kategorie Bester Debütfilm
- 2013: Deutscher Filmpreis in den Kategorien Beste Regie und Bestes Drehbuch

Für Lara:
- 2019: Förderpreis Neues Deutsches Kino in der Kategorie Regie beim Filmfest München
- 2019: FIPRESCI-Preis beim Filmfest München
- 2019: Karlovy Vary International Film Festival Spezialpreis der Jury und Preis der Ökumenischen Jury